# Bernie Sanders
Bernie Sanders, właśc. Bernard Sanders (ur. 8 września 1941 w Brooklynie w Nowym Jorku) – amerykański polityk żydowskiego pochodzenia, senator ze stanu Vermont od 2007, burmistrz Burlington w stanie Vermont w latach 1981–1989, członek Izby Reprezentantów Stanów Zjednoczonych w latach 1991–2007.
Urodził się 8 września 1941 roku na Brooklynie w Nowym Jorku. Ukończył studia z politologii na University of Chicago z tytułem zawodowym Bachelor of Arts, a następnie studia podyplomowe z badań społecznych na New York's New School. W czasie studiów był związany z socjalistycznym ruchem młodzieżowym Young People’s Socialist League. Po zakończeniu edukacji pracował jako stolarz i socjalistyczny działacz społeczny.
Od początku kariery politycznej deklaruje poglądy socjalistyczne. W latach 70. XX wieku był jednym z założycieli partii Liberty Union Party, z której wystąpił w 1977. W 1981 wygrał wybory na burmistrza miasta Burlington w stanie Vermont jako kandydat bezpartyjny. Pełnił urząd burmistrza do 1989, trzykrotnie z powodzeniem ubiegając się o reelekcję. Przez cały ten czas pozostał niezależnym politykiem. Od 1989, w czasie przerwy od kariery politycznej, uczył politologii na uniwersytecie Harvarda i w Hamilton College.
Od 1991 do 2007 był członkiem Izby Reprezentantów, a od 2007 jest senatorem I klasy. Sanders jest najdłużej urzędującym niezrzeszonym kongresmenem w historii USA oraz jedną z nielicznych osób, które deklarowały się otwarcie jako socjaliści i zostały wybrane na urząd federalny w Stanach Zjednoczonych. W 1991 pomógł utworzyć grupę Congressional Progressive Caucus, która zrzeszała kongresmenów o progresywnych poglądach. Bezskutecznie kandydował w prawyborach prezydenckich Partii Demokratycznej przed wyborami w 2016, przegrywając z Hillary Clinton. Zdobył 43,14% głosów powszechnych. Ponowną próbę podjął w prawyborach prezydenckich Partii Demokratycznej przed wyborami w 2020, jednak w kwietniu 2020 r. wycofał się z kampanii.

## Pochodzenie
Jego dziadkowie byli Żydami. Jego ojciec, Eli Sanders, pochodził z polskiej wsi Słopnice. Rodzice Eliego Sandersa zginęli w Holokauście. On sam wyemigrował do Stanów Zjednoczonych, zamieszkał w Nowym Jorku i ożenił się z Dorothy Glassberg, córką imigrantów z Polski i Rosji i przyszłą matką Berniego Sandersa.

## Wczesne życie i edukacja

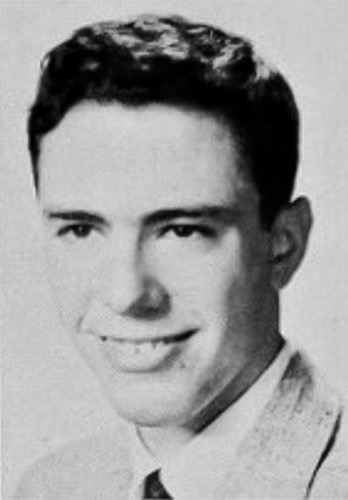
Bernie Sanders jako licealista (1959)

Bernard Sanders urodził się 8 września 1941 roku na Brooklynie w Nowym Jorku. Jego ojciec handlował farbą, z trudem utrzymując pięcioosobową rodzinę. Matka, aby móc opiekować się domem, nie pracowała zawodowo.
W latach 1959–1960 kształcił się na Brooklyn College, po czym przeniósł się na University of Chicago, gdzie w roku 1964 otrzymał stopień Bachelor of Arts z politologii. Następnie ukończył studia podyplomowe na New York's New School z badań społecznych. Podczas studiów związał się z socjalistycznym ruchem młodzieżowym Young People’s Socialist League. Po ich ukończeniu spędził pół roku w izraelskim kibucu. Po powrocie do Stanów Zjednoczonych osiadł w Vermont, uważanym wówczas za jeden z najbardziej liberalnych stanów, do którego często podróżowali hipisi.
W latach 60. i 70. był samotnym ojcem po rozwodzie. Utrzymywał się z dorywczych prac stolarskich i pisania artykułów do lokalnych gazet. Jednocześnie brał aktywny udział w protestach przeciwko interwencji wojsk USA w Wietnamie i segregacji rasowej. Uniknął poboru wojskowego jako obdżektor.
W 1963 uczestniczył w Marszu na Waszyngton, którego celem było podniesienie płacy minimalnej i zniesienia segregacji rasowej.

## Wczesna kariera polityczna
W latach 70. był jednym z założycieli socjalistycznej partii Liberty Union Party. Z jej ramienia dwukrotnie bezskutecznie kandydował do Senatu: w 1972 i 1974. Bez powodzenia kandydował też na stanowisko gubernatora Vermont w 1972 i 1976 jako kandydat niezależny. W czasie kampanii wyborczych proponował między innymi wydłużenie pasów wjazdowych na autostrady w celu pomocy autostopowiczom, legalizację narkotyków, likwidację CIA, zwiększenie wydatków socjalnych, darmowe studia na uczelniach publicznych i wyższe opodatkowanie wielkich korporacji. Po przegranych wyborach złagodził retorykę. Zaczął zajmować się produkcją filmów dokumentalnych o najbardziej zasłużonych dla Ameryki socjalistach, które rozwoził po Nowej Anglii i sprzedawał szkołom. W 1977 Sanders wypisał się z Liberty Union Party z powodu różnicy ideologicznych. Jeden ze współzałożycieli partii, Peter Diamondstone powiedział w 2016, że jego zdaniem Sanders nigdy nie był socjalistą i niesłusznie określa się tym mianem.

## Wybory na burmistrza Burlington w 1981
W 1981 był niezależnym kandydatem na urząd burmistrza Burlington, największego miasta w stanie Vermont. W czasie kampanii sprzeciwiał się niepopularnym planom burlingtońskiego biznesmena Tony’ego Pomerleau, który chciał zmienić uprzemysłowione nadbrzeże jeziora Champlain należące do Central Vermont Railway w kompleks drogich kondominiów, hoteli i biurowców. Hasłem wyborczym Sandersa było wówczas „Burlington nie jest na sprzedaż”.
Sanders wygrał wybory, pokonując dziesięcioma głosami Demokratę Gordona Paquette'a, który zajmował dotychczas ten urząd przez sześć kadencji.

## Burmistrz Burlington

### Działalność
Podczas jego pierwszej kadencji popierające go osoby utworzyły zalążek Partii Postępowej Vermontu, która stała się politycznym zapleczem Sandersa.
Wkrótce po objęciu urzędu wsławił się wysyłając do przywódców USA, ZSRR, Chin, Wielkiej Brytanii i Francji listy z apelami o rozbrojenie nuklearne. Zwrócił się także do Margaret Thatcher z apelem o pokój w Irlandii Północnej, do władz RPA apelował o zakończenie apartheidu, a do Ronalda Reagana o wycofanie amerykańskiego wsparcia dla partyzantki w Nikaragui i zaprzestanie finansowania prawicowych organizacji terrorystycznych w Ameryce Łacińskiej. Już w tym okresie wyrażał poparcie dla prawa do zawierania małżeństw jednopłciowych.
W czasie urzędowania udało mu się zrównoważyć budżet miasta. Jego administracja pozwała wielką firmę zajmującą się dystrybucją telewizji kablowej i wygrała proces, co poskutkowało obniżeniem cen dla klientów. Przeprowadził rozległą rewitalizację śródmieścia. Z sukcesem wspierał plany odnowienia nadbrzeża, co doprowadziło do powstania tam mieszkań komunalnych, ścieżek rowerowych, parków, plaży publicznej, a także centrum nauki.
Sanders pełnił urząd burmistrza pełne cztery dwuletnie kadencje. Nie ubiegał się o piątą kadencję w 1989 i w przerwie od kariery politycznej uczył politologii na Uniwersytecie Harvarda i w Hamilton College.

### Wybory w czasie sprawowania urzędu
Sanders trzykrotnie uzyskał reelekcję w wyborach na burmistrza, pokonując zarówno Demokratów, jak i Republikanów. Oprócz tego bezskutecznie ubiegał się o urząd gubernatora Vermont i miejsce w Izbie Reprezentantów.
W 1983 został wybrany na drugą kadencję, uzyskując 52,12% głosów i pokonując Judy Stephany z Partii Demoratycznej oraz Jamesa Gilsona z Partii Republikańskiej.
W 1985 został wybrany na trzecią kadencję, uzyskując 56,09% głosów i pokonując zastępcę gubernatora stanu Vermont Briana Burnsa z Partii Demoratycznej oraz niezależną kandydatkę Diane Gallagher, związaną z Partią Republikańską.
W 1986 roku Sanders wystartował w wyborach na urząd gubernatora stanu Vermont i zdobył 14,5% głosów oraz trzecie miejsce. Przegrał z urzędującą gubernator Madeleine Kunin z Partii Demokratycznej, a także z zastępcą gubernatora Peterem Plymptonem Smithem z Partii Republikańskiej.
W 1987 został wybrany na czwartą kadencję, pokonując Paula Lafayette'a z Partii Demokratycznej, popieranego również przez Partię Republikańsą.
W 1988 brał udział w wyborach do Izby Reprezentantów Stanów Zjednoczonych jako kandydat niezależny. Przegrał, zajmując drugie miejsce, z zastępcą gubernatora Vermont Peterem P. Smithem.

## Członek Izby Reprezentantów

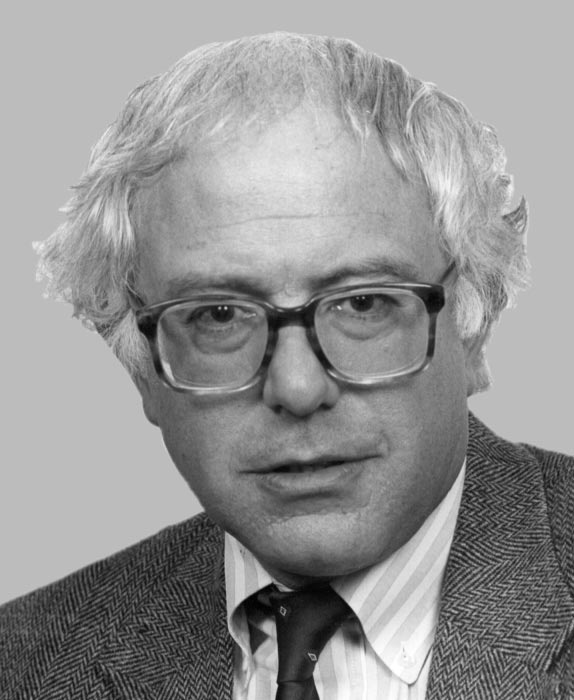
Bernie Sanders w 1991

W 1990 po raz pierwszy został wybrany do Izby Reprezentantów. W wyborach pokonał kandydata Partii Republikańskiej Petera Smitha, kandydatkę Partii Demokratycznej Dolores Sandoval, a także Petera Diamondstone’a, z którym dawniej zakładał partię Liberty Union Party. Sanders był członkiem Izby przez cztery kadencje, uzyskując reelekcję w 1992, 1994, 1996, 1998, 2000, 2002 i w 2004. Choć za każdym razem brał udział w wyborach jako kandydat niezależny, był często dopisywany do kart do głosowania w prawyborach Partii Demokratycznej, mającymi wyłonić partyjnego kandydata na członka Izby. W 2000 zdobył 1,74% wszystkich głosów w prawyborach Republikanów jako dopisany kandydat.
W 1991 pomógł utworzyć parlamentarną grupę zrzeszającą progresywnych członków, Congressional Progressive Caucus
Jako reprezentant opowiadał się za prawem kobiet do aborcji i finansowaniem Planned Parenthood ze środków publicznych. Sprzeciwiał się konstytucyjnej poprawce zakazującej legalnych związków homoseksualnych. Opowiadał się też przeciwko karze śmierci, TPP, NAFTA i CAFTA. Był przeciwko pełnej normalizacji stosunków handlowych z Chińską Republiką Ludową ze względu na łamanie przez nie praw człowieka.
Poparł interwencję USA w Afganistanie w celu wymierzenia sprawiedliwości organizatorom zamachów z 11 września 2001, ale był przeciwko przedłużającej się dalszej amerykańskiej okupacji Afganistanu, a także takim działaniom w ramach wojny z terroryzmem, jak interwencja wojskowa w Iraku w 2003, podsłuchy telefoniczne i USA Patriot Act

## Senator

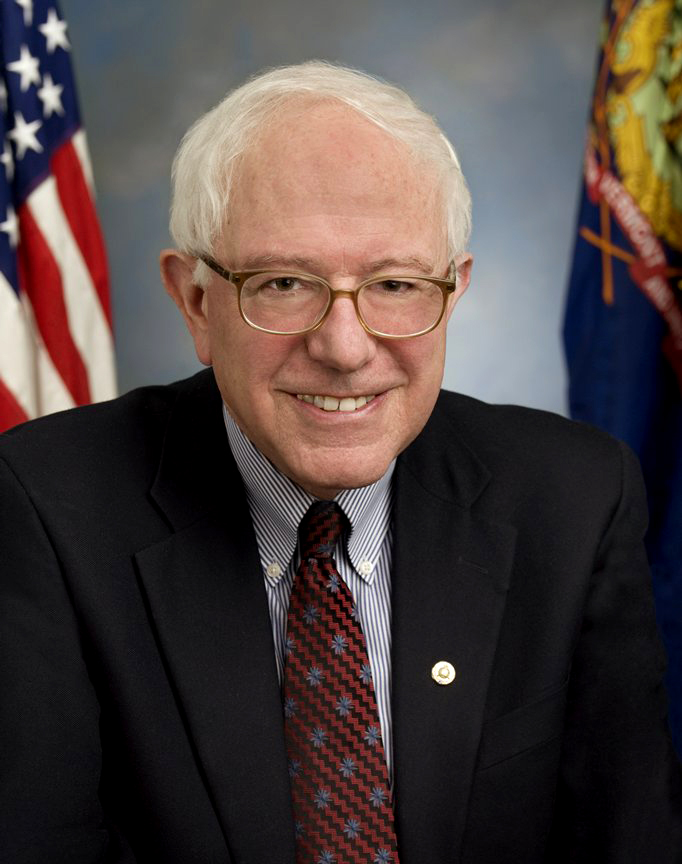
Bernie Sanders w 2007

W 2006 dotychczasowy niezależny senator USA z Vermont James Jeffords oznajmił, iż nie będzie już ubiegał się o reelekcję. Sanders cieszący się bardzo dużym poparciem w stanie, zdecydował się ubiegać o to stanowisko. Oficjalnie wygrał prawybory Partii Demokratycznej i z poparciem Demokratów brał udział w oficjalnych wyborach jako kandydat niezależny. Osobiście poparł go senator Chuck Schumer z Nowego Jorku, szef demokratycznego komitetu ds. kampanii senackich. Aktywnie w jego kampanii wspierał go również ówczesny senator i późniejszy prezydent Barack Obama. Sanders pokonał Republikanina Richarda Tarranta, stosunkiem 65,5 do 32,4% głosów. Został zaprzysiężony 4 stycznia 2007. W 2012, ubiegając się o reelekcję, Sanders pokonał Republikanina Johna MacGoverna stosunkiem 71,1 do 24% głosów. Również w tych wyborach brał udział jako Niezależny kandydat, popierany przez Demokratów. W 2018 został wybrany na trzecią kadencję, pokonując Republikanina Lawrence’a Zupana stosunkiem 67,36 do 27,44% głosów.
10 grudnia 2010 prowadził trwającą 10 godzin obstrukcję parlamentarną przeciwko ponownemu uprawomocnieniu obniżek podatków wprowadzonych przez administrację George’a W. Busha.
Od 2013 do 2015 był przewodniczącym senackiej Komisji ds. Weteranów.
W 2016 po napaści Rosji na Ukrainę wzywał prezydenta Baracka Obamę do nałożenia sankcji na Rosję.
W lipcu 2016, po przegranych prawyborach Partii Demokratycznej przed wyborami prezydenckimi, zaangażował się w tworzenie organizacji, które miały na celu propagowanie jego poglądów wśród Amerykanów. Nowo utworzony Sanders Institute został powołany, aby prowadzić działalność edukacyjną dotyczącą spraw publicznych i wyzwań stojących przed społeczeństwem, podczas gdy organizacja Our Revolution miała zajmować się rekrutacją, szkoleniem i sponsorowaniem postępowych kandydatów na obieralne funkcje.
Pod koniec lutego 2017 w czasie wyborów na przewodniczącego Krajowego Komitetu Partii Demokratycznej poparł Keitha Ellisona, który zdobył 200 głosów, przegrywając z Tomem Perezem, którego poparło 235 delegatów.
W czerwcu 2017 były szef kampanii wyborczej prezydenta Donalda Trumpa w stanie Vermont, Brady Toensing, nagłośnił w mediach sprawę swojego doniesienia, które złożył na początku stycznia 2016 do prokuratora federalnego stanu Vermont. Zawiadomienie dotyczyło możliwości popełnienia przestępstwa wyłudzenia pożyczki bankowej w 2010 przez żonę Bernie Sandersa Jane Sanders, ówczesną zarządczynię Burlington College. Toensing oskarżył też biuro senatora Berniego Sandersa o wywieranie presji na pożyczkodawców. FBI podjęło dochodzenie, jednak nie zakończyło czynności wyjaśniających. Sanders wraz z żoną zatrudnili w tej sprawie dwóch adwokatów.

## Wybory prezydenckie w 2016

### Prawybory Partii Demokratycznej

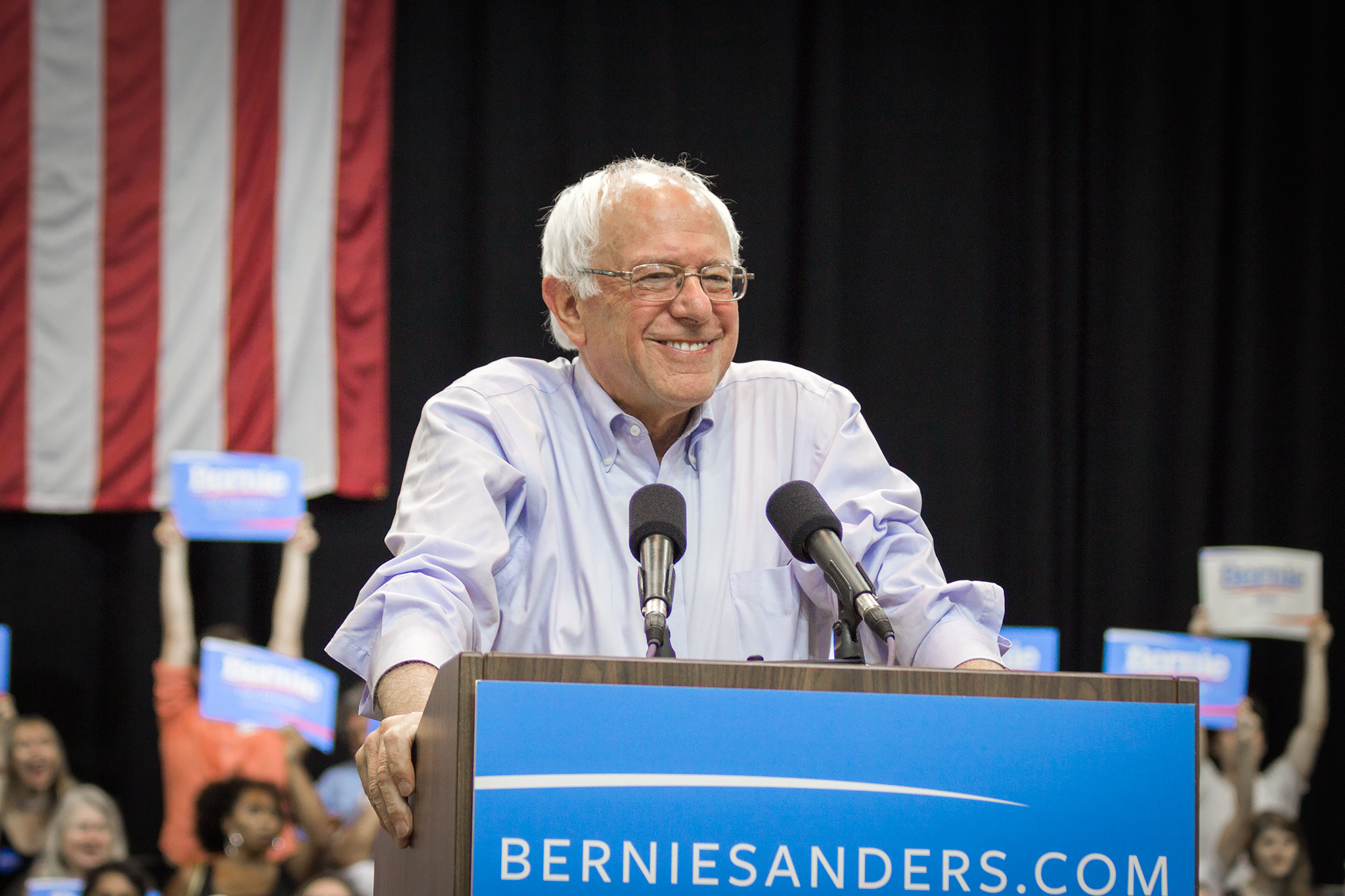
Bernie Sanders w czasie kampanii w Nowym Orleanie w lipcu 2015

30 kwietnia 2015 oficjalnie ogłosił, że zamierza kandydować w prawyborach Partii Demokratycznej przed wyborami prezydenckimi. W 24 godziny udało mu się zebrać na kampanię wyborczą 1,5 miliona dolarów amerykańskich. 17 stycznia 2016 przedstawił swój projekt programu reformy służby zdrowia o nazwie Medicare-for-all. Sanders zaczął wyrastać na jednego z czołowych kandydatów Partii Demokratycznej. Jego wiece przyciągały najwięcej zwolenników, którzy wykazywali największą aktywność.
Sanders konsekwentnie powtarzał w kampanii swoje poglądy i postulaty zwiększenia opodatkowania najbogatszych obywateli i korporacji, oddanie władzy w ręce społeczeństwa i wprowadzenie państwa dobrobytu na wzór skandynawski (rozszerzenie systemu ubezpieczenia zdrowotnego, podwyżkę płacy minimalnej, zwiększenie uprawnień pracowników, uspołecznienie uczelni wyższych), krytykował układy o wolnym handlu, istnienie prywatnych więzień, powszechną inwigilację w ramach walki z terroryzmem, był także zwolennikiem legalizacji narkotyków. Przedstawiał się jako kandydat najbiedniejszych, młodych zatrudnionych na tzw. śmieciówkach, seniorów z niskimi emeryturami i obywateli z klasy średniej, którzy pracują coraz więcej za coraz mniejsze pieniądze. Otwarcie przyznawał się do socjalistycznej afiliacji. Od początku kampanii Sanders postawił na edukację ludzi i informowanie ich o założeniach modelu socjalnej gospodarki rynkowej. Oficjalnego poparcia udzieliła mu polska partia Razem.
W pierwszych prawyborach w Iowa zdobył 49,6%, przegrywając niewielką przewagą, jednak w kolejnych w New Hampshire wygrał, zdobywając 60% głosów. Sanders popierany był głównie przez osoby najmłodsze. W grupie wiekowej 20–30 lat cieszył się poparciem około 80% elektoratu demokratów. Łącznie odniósł zwycięstwo w 22 stanach, zdobywając 43,13% głosów w wyborach powszechnych, o około 3,7 milionów głosów mniej, niż zwyciężczyni prawyborów Hillary Clinton.
2 stycznia 2019 kilka kobiet, które pracowały przy kampanii wyborczej Berniego Sandersa, oświadczyło, że doznały dyskryminacji ze strony swoich ówczesnych współpracowników, w postaci nierównego wynagrodzenia, napastowania seksualnego i braku szacunku. Sanders powiedział, że nie wiedział o takich występkach w czasie jego kampanii i przeprosił każdą kobietę, która czuje, że nie była traktowana odpowiednio.

### Wsparcie kampanii prezydenckiej Hillary Clinton

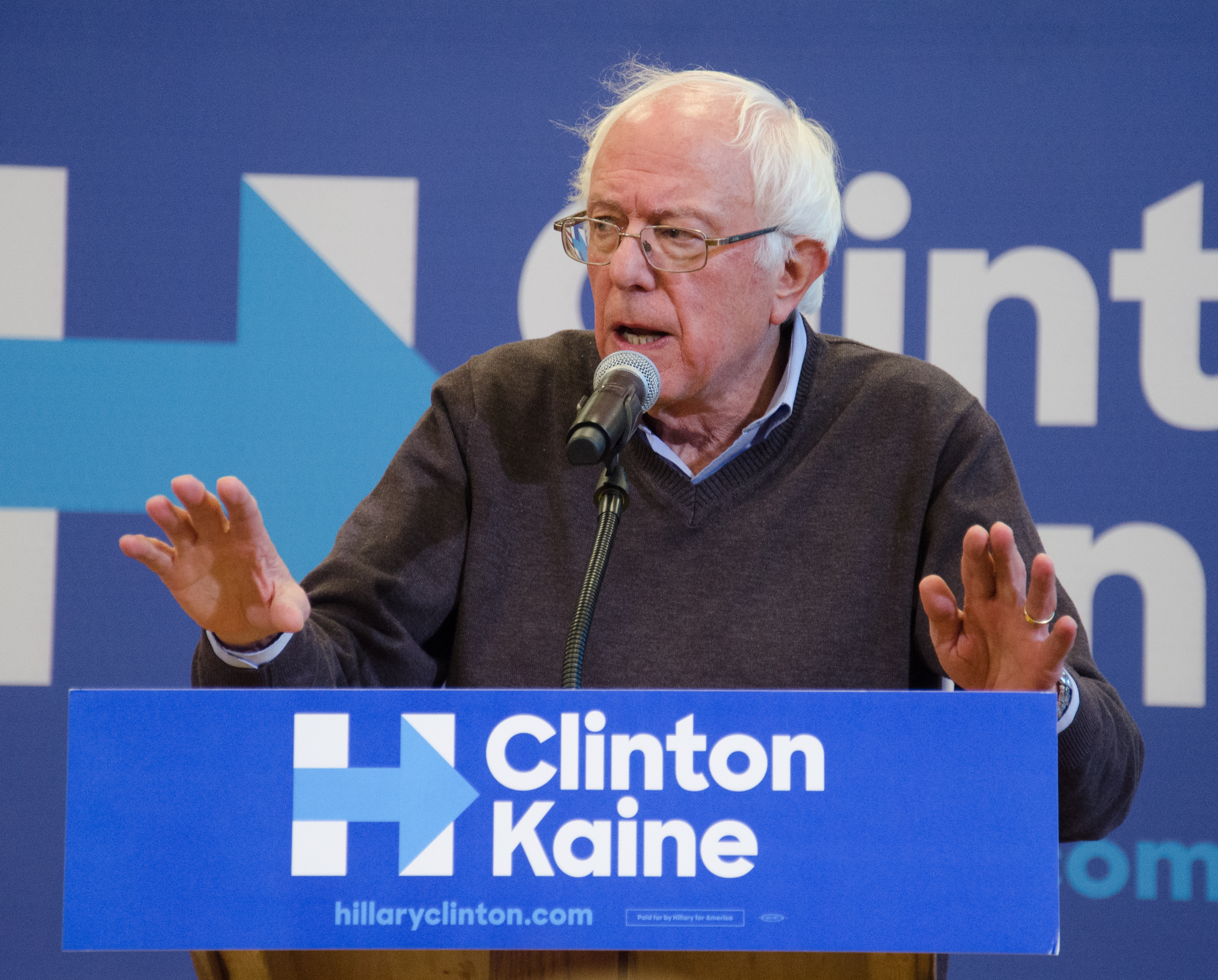
Bernie Sanders na wiecu poparcia Hillary Clinton i Tima Kaine’a w Nashua, New Hampshire w październiku 2016

Po przegraniu rywalizacji o partyjną nominację Sanders zaangażował się w działania na rzecz ukształtowania platformy programowej Demokratów przed wyborami, kładąc nacisk na rezygnację z umowy o partnerstwie trans-pacyficznym, wprowadzenie stawki godzinowej w wysokości 15 dolarów, ostrzejsze ograniczenia dla Wall Street, zaniechanie kary śmierci i bezpłatne studia na uczelniach publicznych dla klasy średniej. Jego sztab prowadził także negocjacje ze sztabem Hillary Clinton. Efektem zawartego na początku lipca 2016 porozumienia było przemówienie wygłoszone w Portsmouth w stanie New Hampshire, w którym Sanders zadeklarował pełne poparcie dla kandydatki Demokratów w zamian za przyjęcie przez nią szeregu jego postulatów.
W lipcu 2016 roku witryna WikiLeaks ujawniła 20 tysięcy e-maili Krajowego Komitetu Partii Demokratycznej, z których wynikało, że w czasie prawyborów kluczowi członkowie komitetu potajemnie wspierali kandydaturę Hillary Clinton. Dyskutowali między innymi o tym jak niekorzystnie przedstawić Sandersa w mediach i wyeksponować fakt, że jest ateistą (choć sam Sanders deklarował wiarę w Boga). Ujawnienie tych informacji doprowadziło do rezygnacji Debbie Wasserman Shultz ze stanowiska przewodniczącej komitetu krajowego partii. Sam Sanders wypowiedział się na temat jej rezygnacji w następujący sposób: „Debbie podjęła dobrą decyzję dla przyszłości całej Partii Demokratycznej. Zasłużyła na podziękowania za lata pracy, partia potrzebuje jednak nowego przywództwa, które otworzy się na ludzi pracy i młodzież. Władze partii powinny także pozostać bezstronne podczas kolejnych prezydenckich nominacji. Tego zabrakło w kampanii z 2016 roku”:
Po tym jak Hillary Clinton została oficjalnie wyznaczona na kandydatkę Partii Demokratycznej w wyborach, Sanders wystąpił z partii, motywując swoją decyzję tym, że został wybrany na senatora jako niezależny polityk i zamierza takim pozostać do końca swojej kadencji.
W październiku 2016 portal WikiLeaks ujawnił kolejne maile. W jednym z nich, wysłanym w czasie demokratycznych prawyborów, demokratka Donna Brazile poinformowała szefa kampanii wyborczej Hillary Clinton, Johna Podesty, że czasami dostaje z wyprzedzeniem pytania, które w debacie organizowanej przez CNN otrzymują Hillary Clinton i Bernie Sanders. Podała przykłady i zapowiedziała, że w późniejszym czasie przyśle więcej pytań. Donna Brazile pełniła obowiązki przewodniczącej komitetu krajowego partii po ustąpieniu Debbie Wasserman Shultz.

## Wybory prezydenckie w 2020

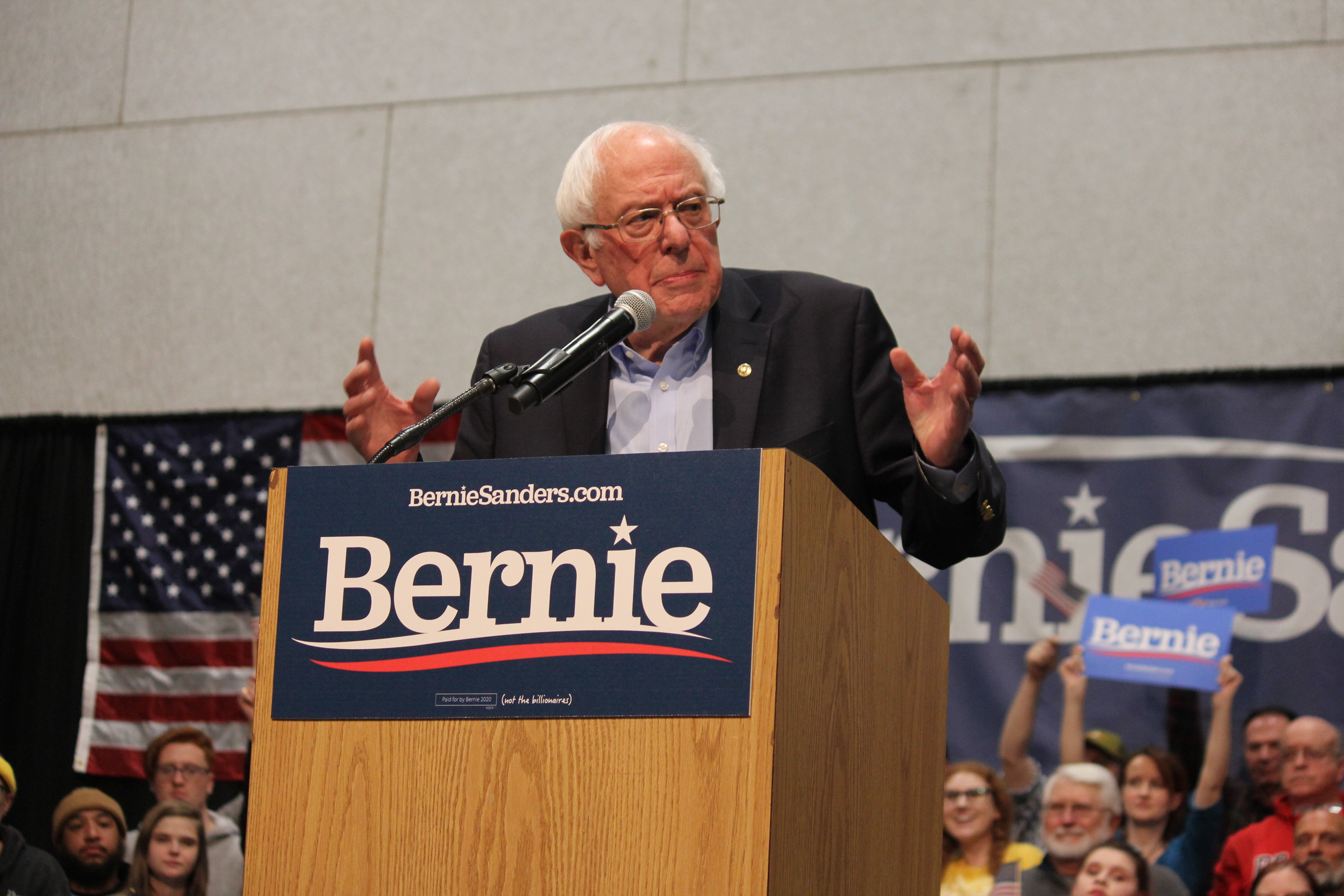
Bernie Sanders prowadzący kampanię w Iowa w marcu 2019

19 lutego 2019 w stacji radiowej Vermont Public Radio ogłosił swój udział w prawyborach Partii Demokratycznej przed wyborami prezydenckimi. W ciągu pierwszych 24 godzin od rozpoczęcia kampanii udało mu się zebrać prawie 6 milionów dolarów amerykańskich. 15 marca pracownicy jego kampanii wyborczej utworzyli związek zawodowy, tym samym czyniąc kampanię wyborczą Sandersa pierwszą kampanią jednej z największych amerykańskich partii politycznych, która zatrudniała formalnie zorganizowaną siłę roboczą.
W czasie prawyborów większość sondaży od początku ukazywało Berniego Sandersa jako głównego przeciwnika byłego wiceprezydenta Joego Bidena, choć Biden wygrywał z nim średnio około 10 punktami procentowymi. Od lipca 2019 Joe Biden rywalizował o drugie miejsce w sondażach z Elizabeth Warren, która ostatecznie go wyprzedziła i w części sondaży wybiła się na pierwsze miejsce.
2 października 2019 Sanders przerwał kampanię wyborczą z powodu bólu w klatce piersiowej, który, jak się okazało w szpitalu, był spowodowany niedrożnością tętnicy. Tego samego dnia przeszedł operację. Wpłynęło to negatywnie na jego sondaże, ale udało mu się odzyskać poparcie po wiecu wyborczym w Nowym Jorku 19 października 2019, na który przyszło około 20 tysięcy osób (przepisy nie zezwalały na większe zgromadzenia). Na tym wiecu Sandersa oficjalnie poparli dokumentalista Michael Moore, burmistrz San Juan Carmen Yulín Cruz i popularna w mediach społecznościowych członkini Izby Reprezentantów Alexandria Ocasio-Cortez.
Na początku 2020 Sandersowi zarzucano, że nie robi nic, aby zjednoczyć Partię Demokratyczną. Otwarcie przeciwko jego kandydaturze wypowiadali się była sekretarz stanu i kandydatka Demokratów na prezydenta w 2016 Hillary Clinton oraz poprzedni prezydent Stanów Zjednoczonych i również Demokrata Barack Obama.
W pierwszym głosowaniu, w stanie Iowa, zdobył najwięcej głosów ze wszystkich kandydatów, jednak to Pete Buttigieg wygrał w większości okręgów i zdobył o jednego delegata więcej. W kolejnym głosowaniu, w New Hampshire, Sanders ponownie otrzymał najwięcej głosów i tym razem przypadło mu tyle samo dodatkowych delegatów, co Buttigiegowi. W trzecich prawyborach, w Nevadzie, Sanders wygrał, zdobywając zarówno większość głosów powszechnych i delegatów i tym samym wysunął się na prowadzenie. Sanders był pierwszym w historii kandydatem Partii Demokratycznej lub Republikańskiej, który w prawyborach wygrał wybory powszechne we wszystkich trzech pierwszych stanach – Iowa, New Hampshire i Nevada. Dzięki poparciu Latynosów w prawyborach w Nevadzie Sanders został faworytem prawyborów, jednak nie udało mu się uzyskać poparcia większości Afroamerykanów, i począwszy od prawyborów w Karolinie Południowej, najsilniejszym kandydatem zaczął stawać się Joe Biden, wokół którego szybko zjednoczyli się inni kandydaci, którzy wycofali się na jego rzecz z prawyborów. Sanders pomimo nikłych szans na wygranie nominacji, postanowił pozostać czynnym kandydatem, aby kontynuować debatę publiczną. Po dotarciu do USA pandemii koronawirusa SARS-CoV-2 dyskusje polityczne Demokratów straciły zainteresowanie i śledziło je już niewiele osób, w związku z czym Sanders ogłosił 8 kwietnia wycofanie się z ubiegania o nominację.
13 kwietnia 2020 poparł Joego Bidena na jego internetowej konferencji transmitowanej na żywo. W maju tego samego roku stwierdził, że jego kandydatura w kolejnych wyborach prezydenckich w Stanach Zjednoczonych jest wątpliwa, a „progresywny sztandar” prawdopodobnie poniesie ktoś inny.

## Wyniki wyborów
Poniżej wymienione zostały wybory powszechne, w których Bernie Sanders wziął czynny udział. Poprzez głównego przeciwnika rozumie się kandydata, który w danych wyborach wygrał lub zajął drugie miejsce jeśli wygrał Sanders.
| Rok  | Wybory                                                                           | Partia | Partia              | Główny przeciwnik | Główny przeciwnik                         | Wynik            | Wynik | Wynik   | Źródło |
| Rok  | Wybory                                                                           | Partia | Partia              | Główny przeciwnik | Główny przeciwnik                         | Głosy powszechne | %     | Wygrana | Źródło |
| ---- | -------------------------------------------------------------------------------- | ------ | ------------------- | ----------------- | ----------------------------------------- | ---------------- | ----- | ------- | ------ |
| 1972 | Wybory do Senatu USA w Vermont                                                   |        | Liberty Union       |                   | Robert Stafford (Republikanin)            | 1 571            | 2,2   | N       | [ 66 ] |
| 1972 | Wybory gubernatorskie w Vermont                                                  |        | Liberty Union Party |                   | Thomas Paul Salmon (Demokrata)            | 2 175            | 1,1   | N       | [ 67 ] |
| 1974 | Wybory do Senatu USA w Vermont                                                   |        | Liberty Union Party |                   | Patrick Leahy (Demokrata)                 | 5 901            | 4,13  | N       | [ 66 ] |
| 1976 | Wybory gubernatorskie w Vermont                                                  |        | Liberty Union Party |                   | Richard Arkwright Snelling (Republikanin) | 11 317           | 6,1   | N       | [ 68 ] |
| 1981 | Wybory na burmistrza Burlington                                                  |        | Niezależny          |                   | Gordon Paquette (Demokrata)               | 4 330            | 43,43 | T       | [ 69 ] |
| 1983 | Wybory na burmistrza Burlington                                                  |        | Niezależny          |                   | Judy Stephany (Demokratka)                | 6 942            | 52.12 | T       | [ 16 ] |
| 1985 | Wybory na burmistrza Burlington                                                  |        | Niezależny          |                   | Brian Burns (Demokrata)                   | 5 760            | 56.09 | T       | [ 17 ] |
| 1986 | Wybory gubernatorskie w Vermont                                                  |        | Niezależny          |                   | Madeleine May Kunin (Demokratka)          | 28 418           | 14,4  | N       | [ 19 ] |
| 1987 | Wybory na burmistrza Burlington                                                  |        | Niezależny          |                   | Paul Lafayette (Demokratka)               | 6 759            | 55,89 | T       | [ 20 ] |
| 1988 | Wybory do Izby Reprezentantów w Vermont                                          |        | Niezależny          |                   | Peter Smith (Republikanin)                | 90 026           | 37,5  | N       | [ 22 ] |
| 1990 | Prawybory Partii Demokratycznej przed wyborami do Izby Reprezentantów w Vermont  |        | Niezależny          |                   | Dolores Sandoval (Demokratka)             | 2 005            | 13,84 | N       | [ 70 ] |
| 1990 | Wybory do Izby Reprezentantów w Vermont                                          |        | Niezależny          |                   | Peter Smith (Republikanin)                | 117 522          | 56    | T       | [ 22 ] |
| 1992 | Wybory do Izby Reprezentantów w Vermont                                          |        | Niezależny          |                   | Tim Philbin (Republikanin)                | 162 724          | 57,78 | T       | [ 22 ] |
| 1994 | Prawybory Partii Demokratycznej przed wyborami do Izby Reprezentantów w Vermont  |        | Niezależny          |                   | John Carroll (Republikanin)               | 1 968            | 42,45 | T       | [ 71 ] |
| 1994 | Wybory do Izby Reprezentantów w Vermont                                          |        | Niezależny          |                   | John Carroll (Republikanin)               | 98 523           | 46,5  | T       | [ 22 ] |
| 1996 | Prawybory Partii Demokratycznej przed wyborami do Izby Reprezentantów w Vermont  |        | Niezależny          |                   | Jack Long (Demokrata)                     | 4 037            | 29,52 | N       | [ 72 ] |
| 1996 | Wybory do Izby Reprezentantów w Vermont                                          |        | Niezależny          |                   | Susan Sweetser (Republikanka)             | 140 678          | 55,2  | T       | [ 22 ] |
| 1998 | Prawybory Partii Demokratycznej przed wyborami do Izby Reprezentantów w Vermont  |        | Niezależny          |                   | Mark Candon (Republikanin)                | 1 661            | 47,88 | T       | [ 73 ] |
| 1998 | Wybory do Izby Reprezentantów w Vermont                                          |        | Niezależny          |                   | Mark Candon (Republikanin)                | 136 403          | 63,4  | T       | [ 22 ] |
| 2000 | Prawybory Partii Demokratycznej przed wyborami do Izby Reprezentantów w Vermont  |        | Niezależny          |                   | Peter Diamondstone (Demokrata)            | 1 337            | 5,92  | N       | [ 74 ] |
| 2000 | Prawybory Partii Republikańskiej przed wyborami do Izby Reprezentantów w Vermont |        | Niezależny          |                   | Karen Ann Kerin (Republikanka)            | 895              | 1,74  | N       | [ 75 ] |
| 2000 | Wybory do Izby Reprezentantów w Vermont                                          |        | Niezależny          |                   | Karen Ann Kerin (Republikanka)            | 196 118          | 69,2  | T       | [ 22 ] |
| 2002 | Wybory do Izby Reprezentantów w Vermont                                          |        | Niezależny          |                   | William „Bill” Meub (Republikanin)        | 144 880          | 64,2  | T       | [ 22 ] |
| 2004 | Prawybory Partii Demokratycznej przed wyborami do Izby Reprezentantów w Vermont  |        | Niezależny          |                   | Larry Drown (Demokrata)                   | 1 878            | 10,88 | N       | [ 76 ] |
| 2004 | Prawybory Partii Postępowej przed wyborami do Izby Reprezentantów w Vermont      |        | Niezależny          |                   | Jane Newton (Liberty Union Party)         | 315              | 47,23 | T       | [ 77 ] |
| 2004 | Wybory do Izby Reprezentantów w Vermont                                          |        | Niezależny          |                   | Greg Parke (Republikanin)                 | 205 774          | 67,4  | T       | [ 22 ] |
| 2006 | Prawybory Partii Demokratycznej przed wyborami do Senatu w Vermont               |        | Niezależny          |                   | Louis Thabault (Demokrata)                | 35 954           | 94,16 | T       | [ 78 ] |
| 2006 | Wybory do Senatu w Vermont                                                       |        | Niezależny          |                   | Richard Tarrant (Republikanin)            | 171 638          | 65,4  | T       | [ 66 ] |
| 2012 | Wybory do Senatu w Vermont                                                       |        | Niezależny          |                   | John MacGovern (Republikanin)             | 207 848          | 71,1  | T       | [ 66 ] |
| 2016 | Prawybory prezydenckie Partii Demokratycznej w 2016 roku                         |        | Demokraci           |                   | Hillary Clinton (Demokratka)              | 13 167 848       | 43,14 | N       | [ 79 ] |
| 2018 | Prawybory Partii Demokratycznej przed wyborami do Senatu w Vermont               |        | Niezależny          |                   | Folasade Adeluola (Demokrata)             | 63 683           | 94,03 | T       | [ 80 ] |
| 2018 | Prawybory Partii Postępowej przed wyborami do Senatu w Vermont                   |        | Niezależny          |                   | Lawrence Zupan (Republikanin)             | 434              | 85,27 | T       | [ 81 ] |
| 2018 | Prawybory Partii Republikańskiej przed wyborami do Senatu w Vermont              |        | Niezależny          |                   | H. Brooke Paige (Republikanin)            | 1 081            | 4,13  | N       | [ 82 ] |
| 2018 | Wybory do Senatu w Vermont                                                       |        | Niezależny          |                   | Lawrence Zupan (Republikanin)             | 74 663           | 27,39 | T       | [ 83 ] |
| 2020 | Prawybory prezydenckie Partii Demokratycznej w 2020 roku                         |        | Demokraci           |                   | Joe Biden (Demokrata)                     | 9 679 213        | 26,52 | N       | [ 84 ] |
| 2024 | Wybory do Senatu w Vermont                                                       |        | Niezależny          |                   | Gerard Malloy (Republikanin)              | 229 429          | 63,16 | T       | [ 85 ] |

## Życie prywatne

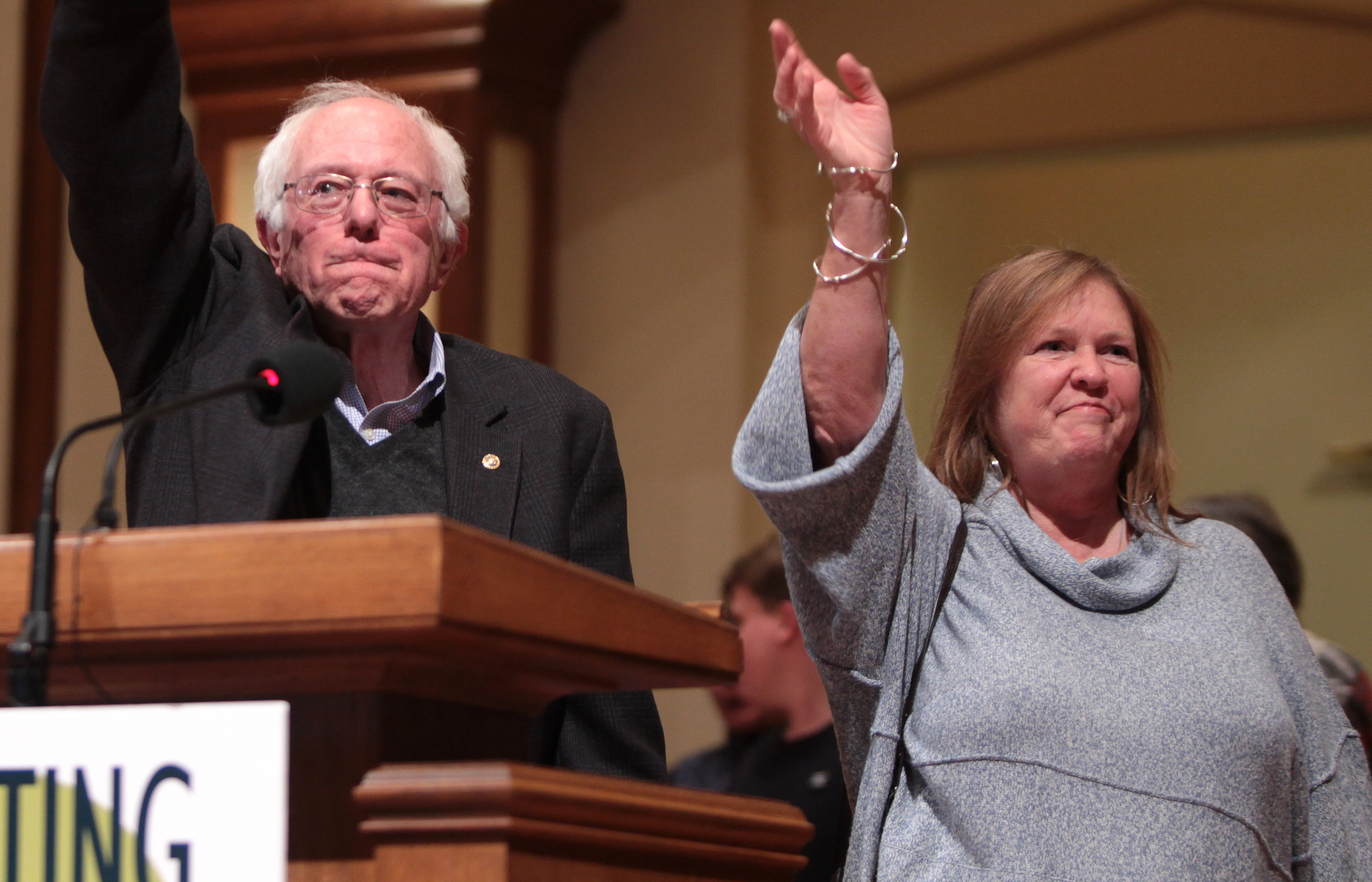
Bernie Sanders z żoną w czasie kampanii prawyborczej (2016)

Jak sam przyznał w wywiadzie dla The Washington Post, wierzy w Boga, ale nie czuje się związany z żadną zorganizowaną religią.
6 września 1964 roku ożenił się z Deborah Shiling, którą poznał w college’u i to właśnie wtedy razem przeprowadzili się do Vermont. Związek zakończył się rozwodem w 1966 roku. Następnie związał się bez małżeństwa z Susan Mott. Z tego związku urodził się w 1969 roku syn Levi. Od 1988 roku żonaty z Jane O’Meara, którą poznał w czasie kampanii wyborczej w Burlington w 1981 roku. Sanders adoptował troje jej dzieci: Heather, Carinę i Davida. Łącznie ma siedmioro wnucząt.
Utrzymuje związki z Polską, m.in. w 2013 odwiedził Słopnice, w których urodził się jego ojciec. W trakcie wizyty otrzymał od władz gminy pamiątki po rodzinie.
Jego najbliższym współpracownikiem pozostaje od lat Richard Sugerman.